# Aristazanes
Aristazanes (auch Aristozanes, Aristazanos) war im 4. Jahrhundert v. Chr. ein persischer Chiliarch, der unter Artaxerxes III. tätig war. Nach Diodor soll er „sein treuester Freund nach Bagoas“ gewesen sein. Bagoas stieg etwa 341 v. Chr. selbst zum Chiliarch auf.
In der von Artaxerxes III. im Winter 342/341 v. Chr. geführten Eroberungsschlacht gegen Ägypten soll er gemeinsam mit dem griechischen Kommandanten Nikostratos eines der drei Angriffsheere geführt haben, die zuerst gegen Pharao Nektanebos II. vorgingen, während sich Artaxerxes III. zunächst im Hintergrund gehalten haben soll. Die Streitkräfte des Aristazanes und Nikostratos sollen 5.000 Elite-Söldner sowie 80 Trieren umfasst haben.
Die von Diodor vorgenommene Verherrlichung griechischer Feldherren und Soldaten ist für ihn bezeichnend. Sie werden in seinen Erzählungen immer wieder an vorderster Kriegsfront für besonders schwierige Aufgaben herangezogen, ergänzend sind ihre taktischen Ratschläge gefragt. Diese Eigenschaften spricht Diodor den Persern, Ägyptern oder Sidoniern ab, denn sie sind es, die der griechischen Hilfe bedürfen. Die Angaben Diodors sind daher insgesamt sehr fragwürdig, weshalb eine sichere historische Bestätigung der beschriebenen Einzelheiten nicht vorgenommen werden kann.